# 대남초등학교 (경기)
대남초등학교는 대한민국 경기도 안산시에 있는 공립 초등학교이다.

## 학교 연혁
- 1960년 6월 23일 대부국민학교 대남분교장 인가
- 1961년 4월 1일 대남국민학교 인가
- 1986년 3월 1일 풍도분교장 편입
- 1990년 4월 10일 육도분교장 폐교
- 1996년 3월 1일 대남초등학교로 교명 변경
- 2025년 3월 1일 대남초등학교 풍도분교장 통폐합

## 참고 자료
- 대남초등학교 - 한국교육학술정보원 학교알리미